# Ludvík Mítek
Ludvík Mítek (1. září 1909 – 5. června 1955) byl český a československý politik Komunistické strany Československa a poúnorový poslanec Národního shromáždění ČSR.

## Biografie
Ve volbách roku 1954 byl zvolen do Národního shromáždění za KSČ ve volebním obvodu Vsetín. V Národním shromáždění zasedal do své smrti v roce 1955, pak ho nahradil Vladimír Houser. Před nástupem do funkce poslance byl předsedou výboru KSČ ve Vsetíně a ředitel jednoho tamního podniku.